# Bryn Celli Ddu
Bryn Celli Ddu è un sito preistorico nell'isola gallese dell'Anglesey. Il suo nome, difficile da tradurre direttamente, comunque significa "il monticello nel boschetto scuro" o forse "il monticello nel boschetto della divinità". Fu saccheggiato nel 1699 e archeologicamente scavato tra il 1928 e il 1929.
I visitatori possono entrare attraverso un passaggio tra la pietra nella tomba a camera. Si tratta di un scheduled monument, un monumento archelogico di importanza nazionale, sotto la cura del Cadw, organismo gallese per il patrimonio architettonico.

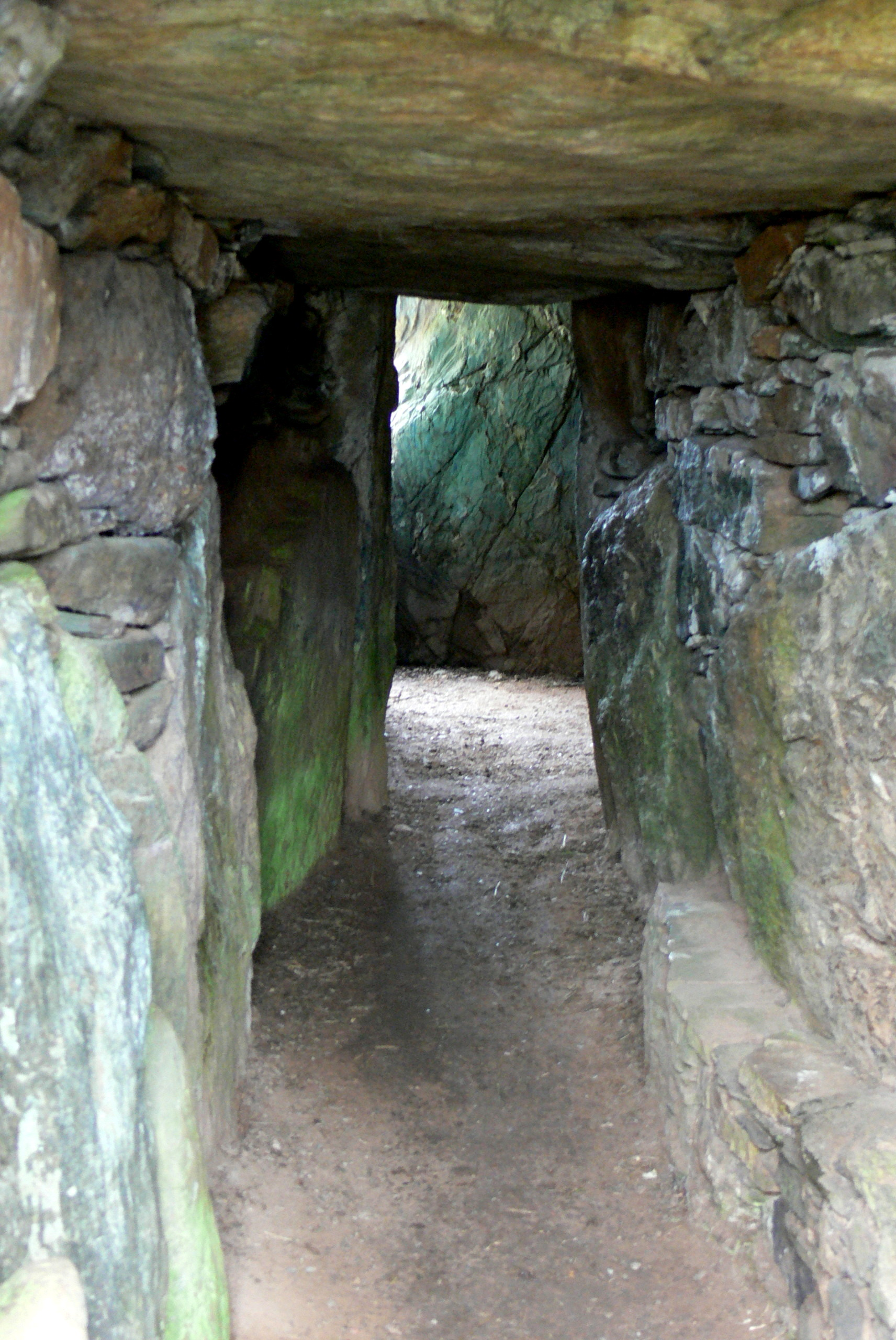
Corridoio interno

Durante il Neolitico vi furono costruite strutture con pietre, che furono rimosse agli inizi dell'Età del Bronzo, per far posto ad una tomba. Una pietra intagliata con disegno tortuoso fu eretta nella camera sepolcrale (ora custodita nel Museo nazionale del Galles e sostituita con una copia). Il tumulo di terra che copre la tomba è frutto di un restauro del XX secolo. L'originale era probabilmente molto più grande.